# Chiusa di Lienz

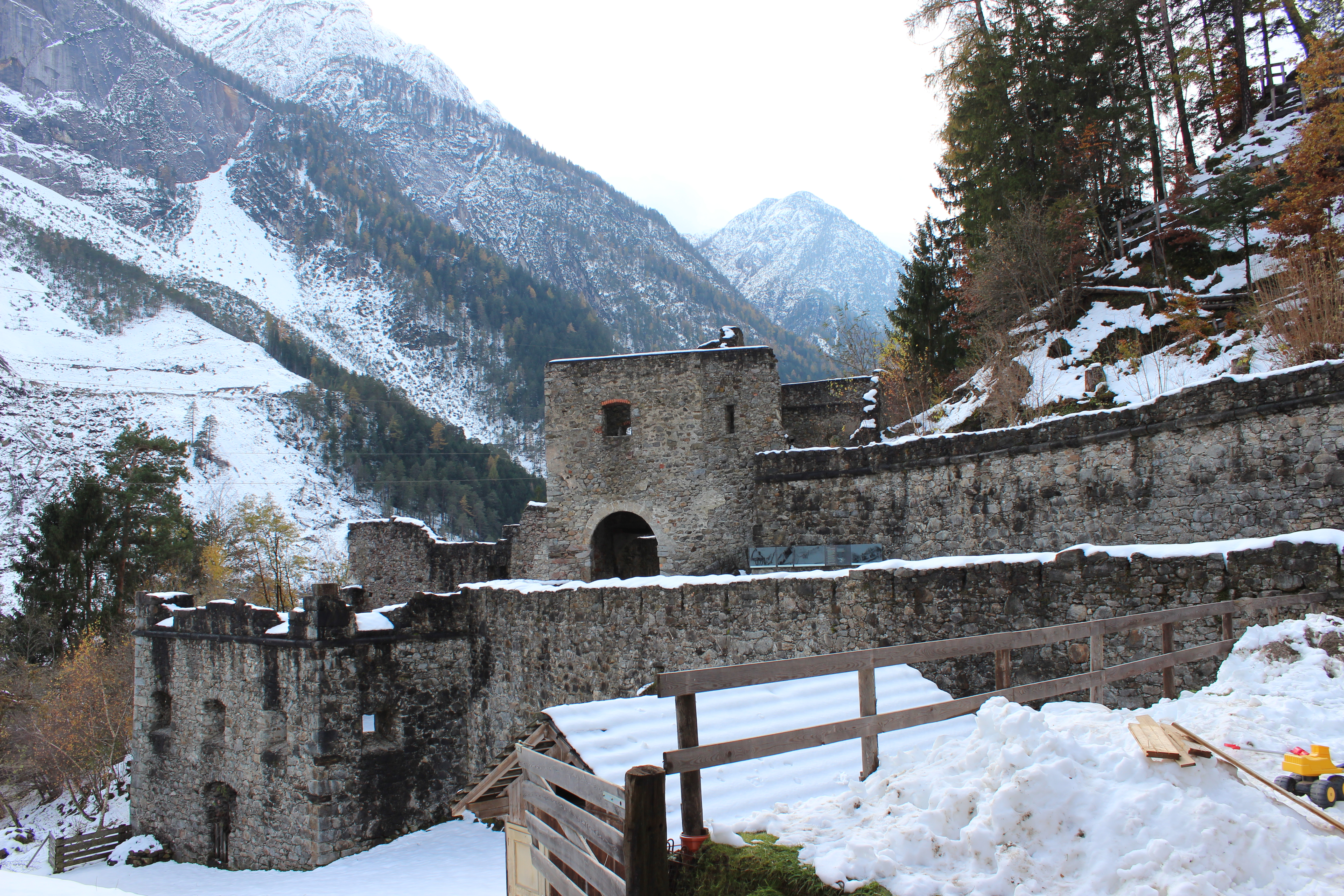
La chiusa d'inverno

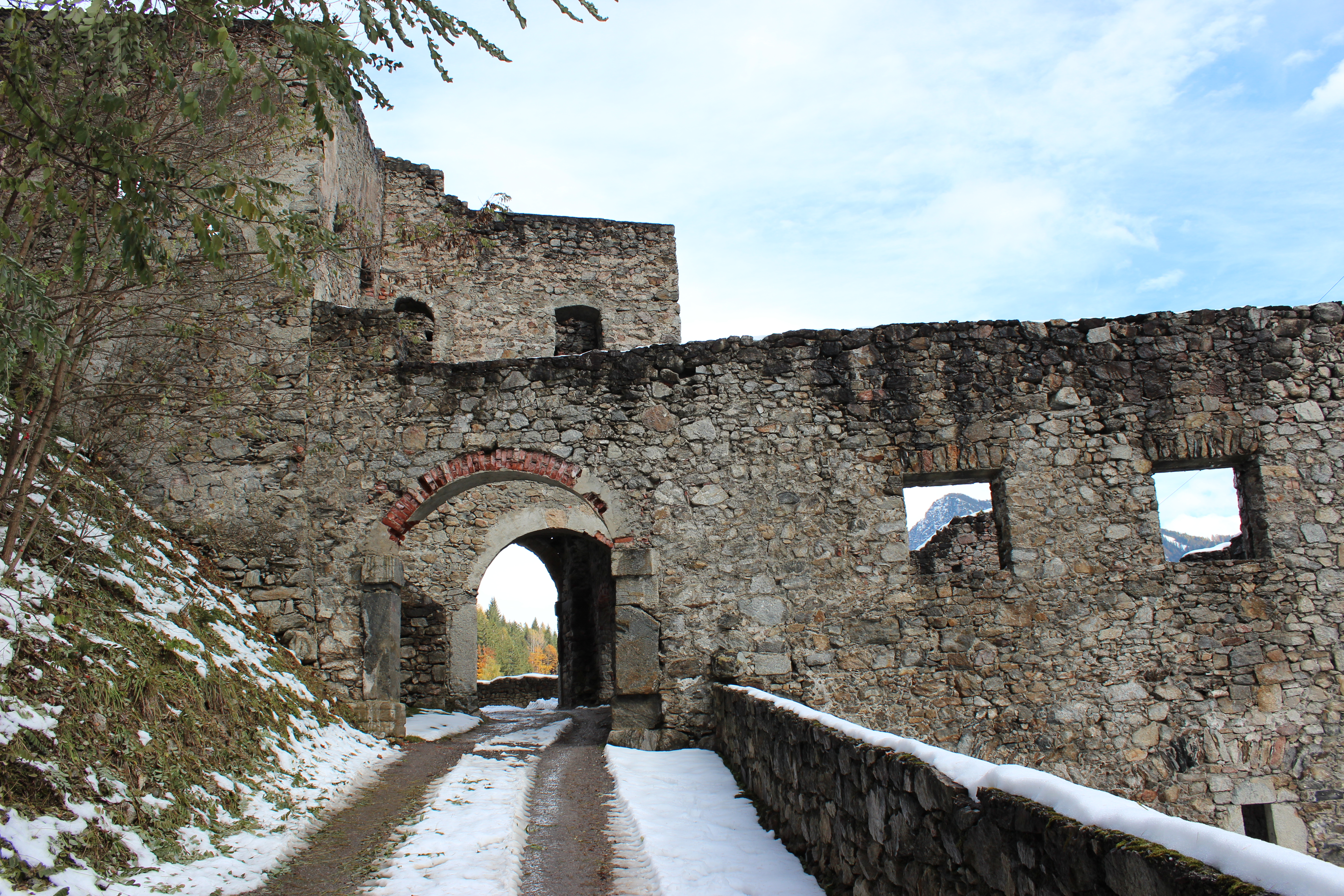
Uno degli ingressi alla chiusa

La Chiusa di Lienz (in tedesco Lienzer Klause) è una "chiusa" che si trova a ovest della cittadina di Lienz nel Tirolo Orientale. La chiusa non fu mai assediata o conquistata, ma perse il suo significato storico dopo le guerre napoleoniche (1792-1815).

## Posizione
La chiusa si trova nella valle della Drava poco prima di Lienz, e precisamente nel comune di Leisach, la valle a destra rispetto alla val Pusteria. Si trova sulla vecchia Poststraße ("via Posta"), una volta l'unica strada lungo la valle, e si trova nel punto più stretto della valle sulla riva sinistra della Drava.

## Storia
Nel 1241, la chiusa di Lienz fu menzionata per la prima volta e costruita dai vescovi di Bressanone per proteggere i conti di Gorizia di cui divenne loro proprietà nel XIII secolo come stazione doganale. Dal 1253 divenne nota anche come clausura lunzenensis.
Dal XIV secolo in poi, il complesso non fu utilizzato solo per la difesa, ma è stato anche sede di una corte che rimase li fino al 1806, prima di trasferirsi a Lienz.
Tra il XV e XVI secolo la fortezza fu nuovamente rafforzata per la paura delle invasioni turche. Nel 1661 si svolse l'armistizio tra l'Arciduca d'Austria Leopoldo I d'Asburgo e l'impero ottomano.
Successivamente la fortezza fu restaurata da Christoph e Elias Gumpp, maestri nelle più moderne conoscenze di costruzioni. Tra 1664 e 1665 la chiusa fu estesa est con la costruzione di un nuovo bastione. Nel 1670 le mura perimetrali furono rinforzate di nuovo. Nella parte settentrionale è ancora presente una torre di guardia. Il sentiero che dall'ingresso principale entra nella chiusa prosegue poi verso ovest fino alla porta occidentale della fortezza. Qui si trovano le rovine di un antico portico con un annesso edificio commerciale. Tutto intorno alla fortezza si può ancora vedere il fossato. La chiusa che è abbastanza piccola per una fortezza di questo genere, presenta notevoli spessori nelle mura, segno che era ben attrezzato per proiettili esplosivi.
Intorno al 1760 venne costruita una nuova strada nel fondo valle così che la vecchia via Posta perse la sua importanza e di conseguenza anche la chiusa. Furono addirittura rimosse parte delle mura durante la costruzione della ferrovia della Val Drava, fino a che nel 1782 lo stato decise di mettere in vendita la fortezza. Nel 1788, due agricoltori del vicino villaggio di Burgfrieden la acquistarono.
Nel 1879 Franz Huber acquistò la chiusa con l'idea svendere il materiale di costruzione, ma l'impianto era posto sotto protezione monumentale. Fu così che i primi lavori di manutenzione furono iniziati negli anni '70. Oggi, il sito è di proprietà di Anton Huber, che è molto preoccupato per la conservazione della rovina.

### Dettagli storici
La chiusa non fu mai sotto attacco da nemici, ma nel 1809 durante le guerre napoleoniche la milizia austriaca dovette lasciare il Landsturm tirolese lasciandoli soli. All'inizio di agosto, le truppe francesi sotto il generale Rusca di Carinzia entrarono nel Tirolo orientale. I francesi cercano di entrare all'interno del paese e l'8 agosto si è svolta la battaglia contro la chiusa di Lienz. Il Tiroler e il Sextner Landstürmer riuscirono a difendere la chiusa tanto da costringere il generale Rusca alla ritirata. Una lapide commemorativa è stata collocata a Burgfrieden con un'iscrizione ricorda questo evento.
In un ambito maggiormente più grande, durante l'insorgenza tirolese contro l'occupazione francese nel quadro della guerra della quinta coalizione dell'anno 1809 riuscirono a respingerle. In prima linea Andreas Hofer, che aveva guadagnato tempo per preparare la battaglia decisiva sul monte Isel. I francesi dovettero nuovamente lasciare Tirolo.